# Teutoburger-Wald-Verband
Der Teutoburger-Wald-Verband e. V. (TWV) wurde am 25. Juni 1902 als Teutoburger Gebirgsverband in Bad Rothenfelde gegründet und ist ein Verein für Wandern, Heimatpflege, Umwelt- und Naturschutz im Teutoburger Wald und seinem Vorland. Das Verbandsgebiet ist durch die Topografie und nicht durch politische Grenzen bestimmt. So verläuft beispielsweise die Grenze zum Wiehengebirgsverband Weser-Ems mitten durch den Landkreis Osnabrück und den Kreis Herford. Der Sitz des TWV ist Bielefeld. Er ist eingetragen in das Vereinsregister des Amtsgerichts Bielefeld (VR 1475). Während der Amtszeit des Vorsitzenden Konstantin Mehring (1958–1990) wurde der Verein in Teutoburger-Wald-Verein e. V. umbenannt. Da der TWV ein Dachverband von mittlerweile 22 Wander-, Heimat- und Geschichtsvereinen ist und 3 Ortsvereine den Namen TWV tragen, erfolgte 2016 die Umbenennung in Teutoburger-Wald-Verband e. V. Der Verband ist Mitglied im Deutschen Wanderverband.

## Aufgabe
Der Verein wurde Anfang des 20. Jahrhunderts als Gegenbewegung zur einsetzenden Industrialisierung gegründet und sieht deshalb als eine seiner Hauptaufgaben, die Schönheit der Natur erlebbar zu machen, aber auch das Menschenbild als solches zu fördern. Daher gehören zu seinen Aufgaben, das Wandern als solches zu fördern, die Menschen einander näherzubringen und ihnen Kenntnisse über die engere und weitere Heimat zu vermitteln bzw. diese zu vertiefen. Dazu ist es nötig, sich für Landschafts-, Natur-, Umwelt- und Tierschutz sowie für die Erhaltung von Natur- und Kulturdenkmälern einzusetzen und das heimatliche Brauchtum einschließlich Sprache und Liedgut zu pflegen. Wichtiges Ziel ist es, insbesondere das Interesse der Jugend an der Erfüllung dieser Aufgaben zu wecken.

## Wanderwege
Durch das Betreuungsgebiet des TWV verläuft der Europäische Fernwanderweg E1, der von der Nordsee bis zum Bodensee und dann bis nach Genua verläuft. Zum Betreuungsgebiet gehört die Teilstrecke Hameln – Burg Sternberg – Lemgo – Detmold – Hermannsdenkmal – Externsteine – Silbermühle – Velmerstot bei Horn-Leopoldstal.
Der TWV betreut folgende Hauptwanderwege: 
- H Hermannsweg (Qualitätsweg „Wanderbares Deutschland“)
- X2 Burgensteig
- X3 Cheruskerweg
- X6 Niedersachsenweg
- X7 Runenweg
- X8 Talweg
- X9 Hansaweg (Qualitätsweg „Wanderbares Deutschland“)
- X10 Lönspfad
- X25 Schau-ins-Land-Weg
- S Sachsenweg

Der TWV betreut folgende um Orte führende Rundwanderwege:
- Wappenweg (Rund um Bielefeld); Länge 88,8 km
- Sennestadtweg (Rund um Sennestadt), Länge 25 km
- Stiftsweg (Rund um Herford), Länge 54 km
- Residenzweg (Rund um Detmold), Länge 57 km
- Landwehrweg (Rund um Lemgo), Länge 36 km
- Fuhrmannsweg (Rund um Gütersloh), Länge 54 km

Der TWV hat die Befugnis zur Kennzeichnung folgender Wander- und Pilgerwege:
- Weg für Genießer
- Pilgerweg Lippe
- Jakobspilgerweg Nr. 3
- Jakobspilgerweg Nr. 4
- Weg der Stille
- NaturZeitReise Weg 1 – 6 in Bielefeld
- Nikolausweg

## Auszeichnungen
Der Teutoburger-Wald-Verband wurde 2002 mit der Eichendorff-Plakette ausgezeichnet.

## Belege
1. ↑  Grosse Rundwege In: teutoburgerwaldverband.de
2. ↑  Wander- und Pilgerwege In: teutoburgerwaldverband.de
3. ↑  wanderindex.de

Koordinaten: 52° 1′ 3,8″ N, 8° 32′ 26,8″ O